# Équilibre sylvocynégétique
 (novembre 2020).

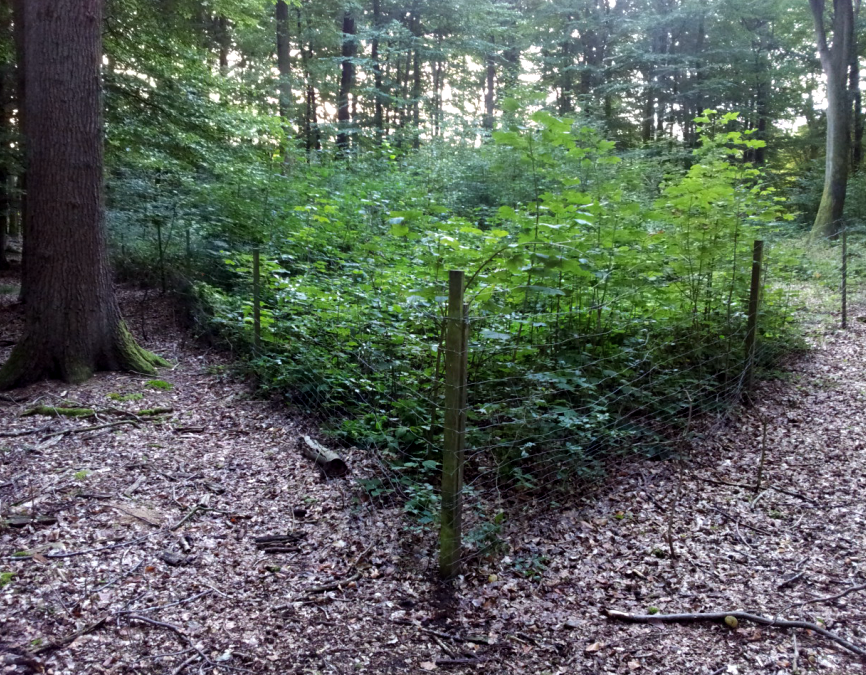
Un exclos montrant ce que serait la régénération de la forêt sans dégât de gibier

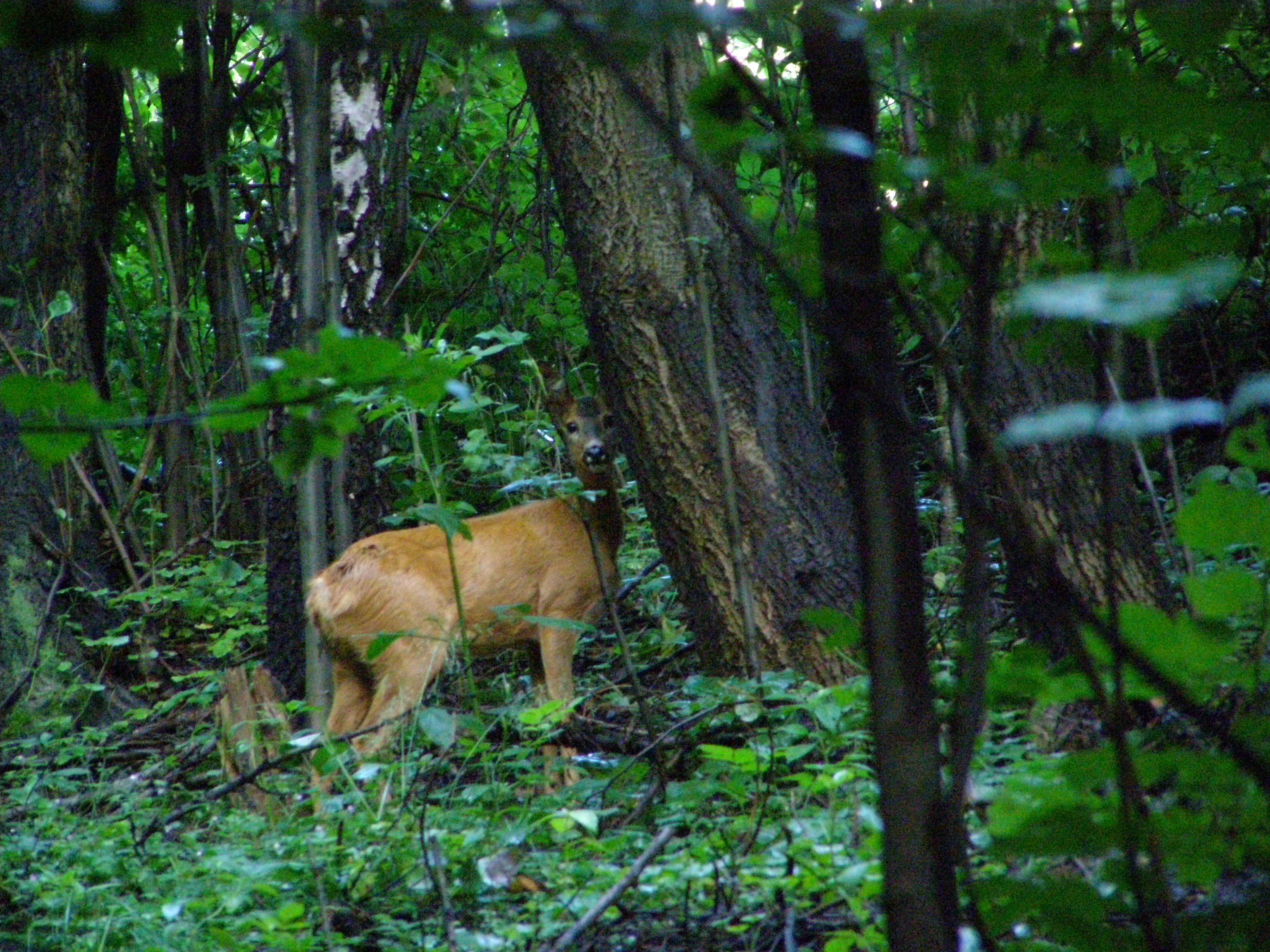
Le chevreuil est l'une des espèces qui - quand elle est très abondante - peut freiner la régénération forestière ; On dit alors qu'il y a déséquilibre sylvocynégétique

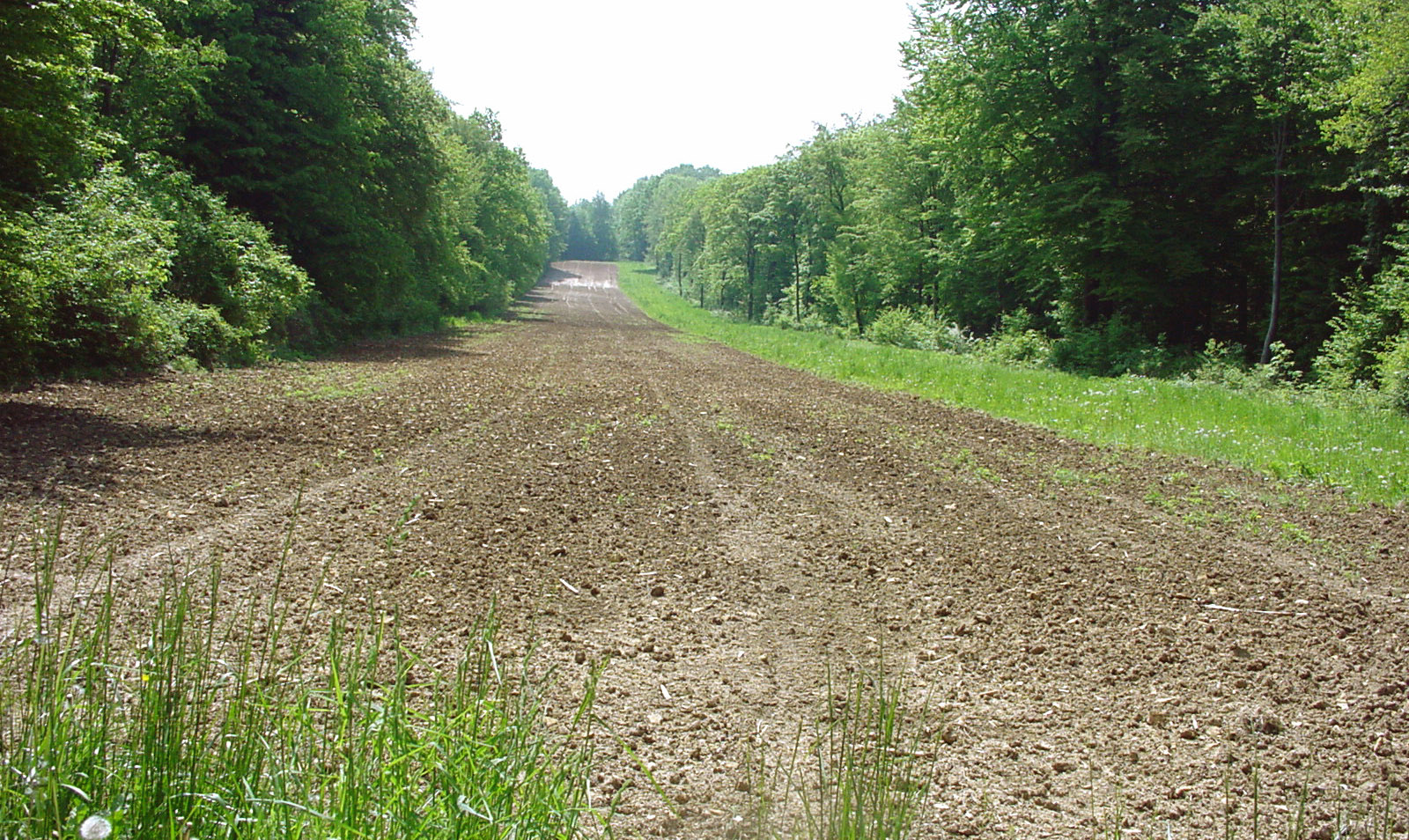
Les cultures cynégétique intraforestières (ici en forêt de Verdun, en 2004) visaient à sédentariser les populations de gibier en forêt, de manière à limiter les dégâts du gibier dans les champs cultivés périphériques, mais elles ont aussi contribué à de fortes augmentations des populations de sangliers et chevreuils. On leur préfère maintenant un agrainage très diffus

L'expression « équilibre sylvocynégétique » désigne, dans le vocabulaire francophone commun aux forestiers et chasseurs, le stade où les populations d'herbivores ou omnivores (sauvages et susceptibles d'endommager les arbres, les plantes ou d'en consommer excessivement les graines ou propagules)  permettent la régénération naturelle et durable de la forêt.
Les orientations régionales forestières de lorraines (ORF) le définissent comme :
un équilibre « qui permet une régénération naturelle et artificielle d’essences adaptées aux stations et bien représentées dans le peuplement actuel du massif, sans protection. L’obtention de l’équilibre passe par une sylviculture permettant d’améliorer la capacité d’accueil des massifs forestiers et surtout par l’attribution et la réalisation des plans de chasse ».
Pour intégrer les notions de dégât du gibier et les relations entre forêt et milieux ruraux périphériques, on parle aussi parfois d'équilibre agrosylvocynégétique, que les acteurs des milieux où agriculture, sylviculture et chasse coexistent peuvent rechercher,. 
Dans de nombreuses régions européennes, la quantité d'ongulés a significativement ou beaucoup augmenté au cours du XXe et début du XXIe siècle, suscitant localement l'inquiétude des forestiers et des agriculteurs (cf dégâts du gibier) ou une augmentation du risque de collision avec des véhicules. Uniquement porter l'accent sur le contrôle de la population (par la chasse par exemple) ne fait cependant "que négliger d'autres facteurs sous-jacents susceptibles de renforcer le conflit entre la faune sauvage et la foresterie" insiste le chercheur en foresterie D. Kuijper (2011).

## Législation
En France, la loi (via le Code forestier) demande aux forestiers de décliner ce concept d'équilibre à trouver entre population d'herbivores et d'arbres dans la directive régionale d'aménagement, qui - en tenant compte des orientations régionales forestières (ORF) et des textes nationaux et internationaux en vigueur, et de  « l'objectif de compétitivité de la filière de production » doit identifier  « les grandes unités de gestion cynégétique pertinentes pour chacune des espèces de gibier faisant l'objet d'un plan de chasse en application de l'article L. 425-2 du code de l'environnement ; pour chacune de ces unités, elle évalue l'état d'équilibre entre les populations d'animaux et les habitats forestiers et son évolution prévisible au regard de chaque grande option sylvicole régionale, en examinant notamment l'évolution prévisible des surfaces sensibles aux dégâts. Elle définit, le cas échéant, les modalités de mise en place d'un observatoire du renouvellement des peuplements ».
En France : La loi précise « Le développement durable des forêts implique un équilibre sylvocynégétique harmonieux permettant la régénération des peuplements forestiers dans des conditions économiques satisfaisantes pour le propriétaire. Cet équilibre est atteint notamment par l'application du plan de chasse défini aux articles L. 425-1 à L. 425-4 du code de l'environnement, complété le cas échéant par le recours aux dispositions des articles L. 427-4 à L. 427-7 dudit code » Art. L. 1er de la Loi d'orientation sur la forêt 2001).

## Précisions
Il s'agit d'un équilibre dynamique, souvent précaire, surtout dans les cas où les animaux sont alimentés (agrainage). 
Une des difficultés est d'anticiper l'évolution des populations de cervidés, et le taux de prélèvement qui sera assuré par les chasseurs, en l'absence de grands prédateurs naturels.
La chasse est une source de revenus financiers (usufruit) parfois importants pour le forestier, mais en l'absence de grands carnivores ou lorsque ceux-ci sont devenus très rares, et lorsque certaines conditions favorisent des pullulations d'individus (agrainage excessif (« nourrissage »), nourriture abondante dans les champs jouxtant les forêts, plans de chasse favorisant les femelles et la reproduction, etc.) des espèces herbivores peuvent devenir assez abondantes pour mettre en péril la "bonne" régénération (régénération naturelle ou artificielle) de la forêt. 
La notion  d'« équilibre sylvocynégétique » est relative au massif et à sa vulnérabilité, et au « taux de perte acceptable » par le forestier. Habituellement, en cas de forte pullulation, des mécanismes de régulation de type épidémie apparaissent, mais éventuellement alors que des dégâts significatifs sont déjà mesurés sur les arbres.
Les référentiels d'écocertification forestières intègrent notamment cette préoccupation (recommandation, dans le cas de PEFC, obligation pour le FSC) 

## Espèces concernées
Les espèces les plus concernées sont en Europe de l'Ouest :
- cerf élaphe,
- sanglier,
- chevreuil,

et moindrement :
- chamois,
- mouflon.

## Ampleur et localisation du phénomène

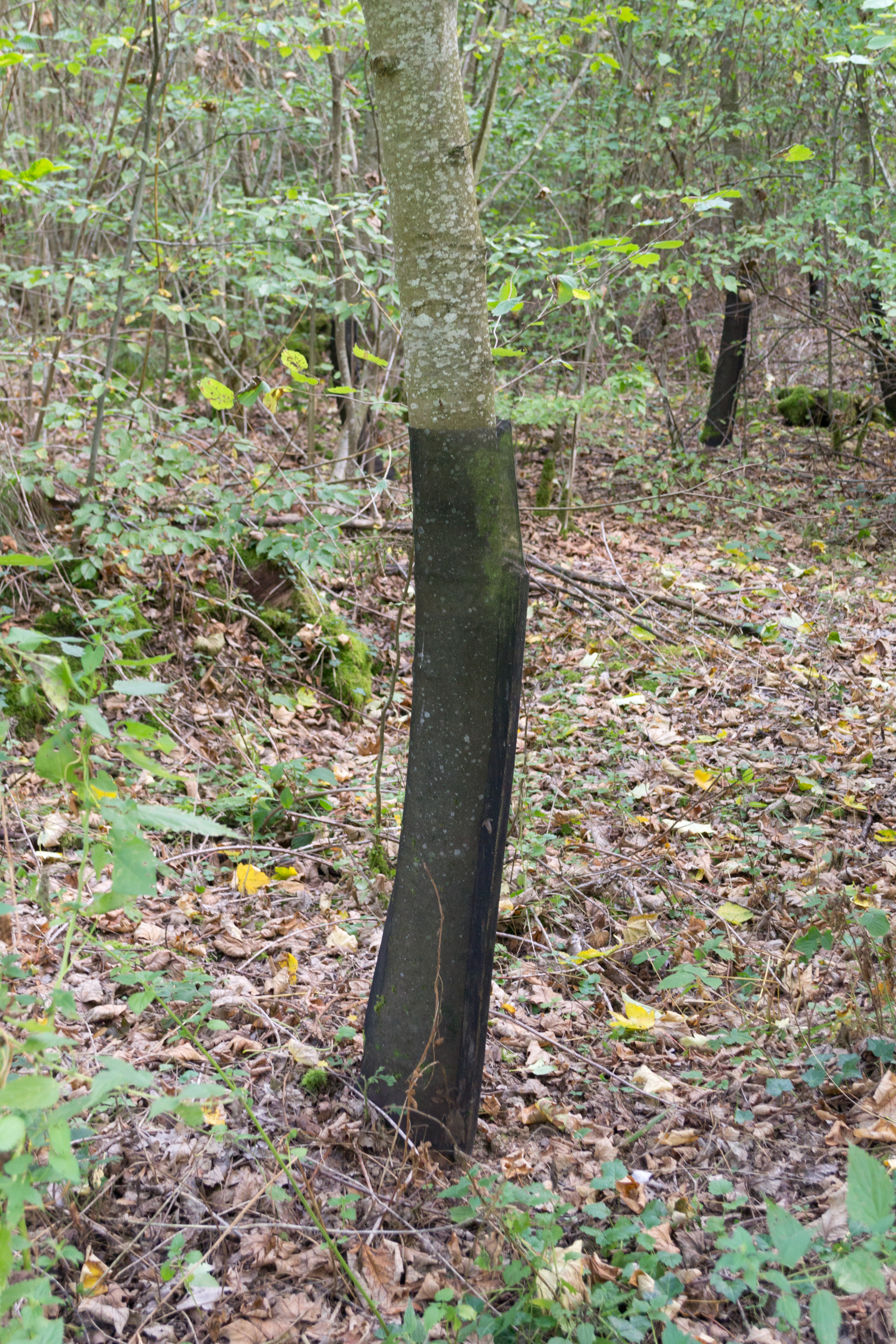
Exemple de protection d’arbre planté par un manchon, nécessaire en cas de présence trop importante de gibier

Pour des raisons parfois diverses, dans plusieurs massifs ou régions d'Europe les populations d'ongulés et de cervidés en particulier (cerf/chevreuil) ont nettement augmenté. C'est un phénomène aussi constaté en zone tempérée nord-américaine, et en Nouvelle-Zélande. Les hivers plus doux et des changements dans les pratiques de gestion sylvicole et cynégétique sont souvent cités comme causes de ce changement, ainsi que des modifications des règles de gestion, des modifications des pratiques sylvicoles) de même que certains changements dans les pratiques et paysages cultivés. 
Une autre cause est que ces grands herbivores sont revenus dans les forêts, mais généralement sans les grands prédateurs qui les controlaient autrefois ; or ces derniers ont deux effets régulateurs : la prédation directe, mais aussi un effet indirect qui est d'entretenir un contexte de peur et d'alerte permanente chez les  proies, qui passent donc moins de temps à se nourrir et plus à fuir ou à se cacher.
La conséquence de la dynamique de population des cervidés (cerfs notamment) et sangliers est que la régénération forestière ou le succès des plantations sont freinés voire localement stoppés,, , ) avec un déclin des espèces les plus appétentes pour ces herbivores, parfois au détriment de la diversité spécifique des arbres, et de la flore herbacée, ce qui peut secondairement aussi affecter d'autres espèces, d'oiseaux par exemple ou encore de certains micromammifères. 
Ce phénomène augmente les coûts de régénération forestière (obligation de pose de grillage ou protections individuelles pour chaque plant). Selon  Milner et al. 2006 diminuer le nombre de ces herbivores ne suffit pas. Il faut aussi mieux comprendre ce qui les favorise dans la gestion forestière contemporaine.

## Projets législatifs
Face à la situation insoutenable d'un déséquilibre patent en France, le Premier ministre Édouard Philippe confie, en novembre 2018, au député Alain Péréa associé au sénateur Jean-Noël Cardoux, président du groupe d'études « chasse et pêche » du Sénat, une mission destinée à réguler des populations de grand gibier et à réduire de leurs dégâts. En mars 2019, les parlementaires remettent leur rapport Après avoir dressé un état des lieux, ils ont fait les propositions suivantes : 
1. Rationaliser la gestion de cette problématique, en mesurant de manière rigoureuse les populations et les dégâts causés, en partageant les données, et en adoptant une vision globale intégrant notamment la protection de la biodiversité ;
2. Dialoguer afin de réconcilier les parties prenantes, et de régler les difficultés localement en mettant tous les acteurs autour de la table ;
3. Adapter certaines pratiques cynégétiques, agricoles et forestières pour cesser d'entretenir le problème, et faire évoluer de manière pragmatique les outils employés sur le terrain, pour parvenir enfin à des résultats à la hauteur des fortes difficultés rencontrées depuis des années.

La loi du 24 juillet 2019 portant création de l’Office français de la biodiversité, modifiant les missions des fédérations départementales des chasseurs et renforçant la police de l’environnement, a pris en compte certains résultats de la mission Péréa-Cardoux. Un projet de décret d’application de cette loi a été étudié en janvier 2020 par un groupe de travail associant les différentes structures agricoles, cynégétiques et forestières. Il présente des mesures règlementaires sur :
- la gestion y compris sanitaire, des enclos cynégétiques ;
- une nouvelle mission de prévention de la formation spécialisée indemnisation des dégâts de la commission départementale de la chasse et de la faune sauvage ;
- la définition du nombre minimal et maximal d’animaux à prélever sur les territoires identifiés en déséquilibre sylvocynégétique par le comité paritaire de la commission régionale de la forêt et du bois,
- l’encadrement des consignes de tirs ;
- l’encadrement de la participation territoriale ;
- la suppression de l’autorisation individuelle de chasse anticipée pour le sanglier et le chevreuil ;
- la transmission au représentant de l’État, des données de prélèvements et de dégâts ;
- l’avis des centres régionaux de la propriété forestière lors de la création des associations communales de chasse agréées.

Le projet de décret a fait l'objet d'une consultation publique durant 3 semaines à partir de mi-février 2020 qui a suscitée une très abondante participation de près de 28 000 commentaires.